# Comuna Văliug, Caraș-Severin
Văliug este o comună în județul Caraș-Severin, Banat, România, formată numai din satul de reședință cu același nume.
Comuna VĂLIUG este o localitate așezată la aproximativ 30 de km de Reșița, la o altitudine de 550 m, pe cursul râului Bârzava, la poalele Muntelui Semenic. Localitatea este încadrată de lacurile de acumulare Gozna (66,2 ha) aflat în amonte și Secu (105, 67 ha), în aval.
Stațiunea a luat ființă în anii ’60, după construirea lacului de acumulare Gozna, pe malul căruia au început să apară locuri de agrement: debarcadere de unde puteau fi închiriate bărci, hidrobiciclete, restaurante. După 1990 stațiunea a cunoscut o nouă perioadă de înflorire cu facilități de cazare și servicii la nivelul standardele europene actuale, bază de agrement cu terenuri de tenis, etc. Pe lacul Gozna se pot închiria bărci și hidrobiciclete, se poate practica înotul și pescuitul. Fiind in apropierea principalelor orase din Banat - Resita (25 km, aproximativ 25 de minute), Timisoara (126 km, aproximativ 2 ore si zece minute), Caransebes (54 km., aproximativ o ora si 10 minute), Valiug reprezinta o atractie pentru cei dornici de petrecerea timpului liber sau a vacantei intr-un loc linistit, cu aer curat si oameni minunati. Localitatea este ofertanta din punct de vedere turistic in orice anotimp, iar locatiile de cazare sunt dintre cele mai variate, potrivite pentru orice buget.
În anul 1718, Banatul, respectiv zona Reșita-Văliug, intra sub stăpânirea Imperiului Austriac, Reșița devenind în scurt timp un important centru metalurgic, mare consumator de minereu și energie. De menționat că la acea vreme energia era generată de forța apelor și de arderea mangalului. Nevoile crescute de minereu și lemn pentru a produce cărbuni-mangal au făcut ca zona Văliug să prezinte un interes pentru conducerea uzinelor reșitene, cât și pentru administrația austriacă.
În vara anului 1793, se obținea aprobare de la Viena, pentru colonizarea a 300 de familii din zona Salzkommercut(Austria) și stabilirea lor la Reșita, din care 71 familii pentru zona Valiug. Pentru această activitate a fost delegat brigadierul silvic Franz Loidl, original din regiunea sus-amintită.
Ordinele primate de acesta, de la împarat, înainte de plecare, spuneau....mergeți în zona Banat și acolo să fiți demni, harnici....și să nu uitați să faceți locuințe mai întâi, iar localitatea pe care o veți înființa să-i puneți numele meu FRANZDORF(satul lui Franz)... Drumul de la Viena pîna la Văliug l-au parcurs cu vaporul până la Baziaș, iar de aici cu caruțele până la Valiug, unde au sosit la 28 iunie 1793. Aici, coloniștii, au găsit paduri seculare, însă au fost atrași de un spațiu mai mare, străbătut de Bârzava, cuprins între dealurile din spatele actualei Primării, drumul de la Crăinicel și respective drumul care vine de la Reșița, loc unde și-au instalat corturile.
Începând cu 30 iunie 1793, organele administrației austriece au început împărțirea locurilor de casă, activitate la care a participat și Franz Loidl, punctual zero identificându-se cu locul unde este astăzi Parcul cu tei.
Putem afirma că Sfânta zi de Sfîntul Petru și Pavel a anului 1793 este ziua înfințării noii localități de atunci - FRANZDORF - adica Văliugul de astăzi, iar cele 71 familii de austrieci sunt fondatoarele acestei frumoase localitați. El va purta acest nume până în anul 1919, cînd Transilvania și Banatul sunt cuprinse într hotarele României Marii.
În toamna anului 1793, coloniștii austrieci improvizează o școală, aducând cu ei ca învățător pe Anton Josef Priklmayer, care profesează pâna în anulul 1808.
Datorită necesităților care s-au impus, în anul 1807 s-a construit o școală nouă, cu o singură sala de clasă, limba de predare fiind germana, școală care, cu unele modificări, a funcționat până în anul 1962.
Tot în primele săptămâni ale lui octombrie 1793, a început oficierea slujbelor într-o capelă din lemn, primul preot fiind Pater Benedict Braun, care a slujit până în anul 1818.
Dezvoltarea continuă a industriei reșițene și, implicit, creșterea nevoilor de mangal, a făcut ca șefii centrului industrial minier Montana Reșita să studieze posibilitatea construirii unui drum de țară pe ruta Văliug - Piatra Albă - Secul - Reșita, destinat în principal transportului mangalului cu ajutorul convoaielor de căruțe, înlocuindu-l pe cel practicat până atunci cu ajutorul convoaielor de cai. Finalizarea acestui drum s-a realizat în anul 1802, dată de când se și trece la un asemenea transport.
Începând cu anul 1803, în locul numit "Hommerschupfen" s-au instalat un cuptor de afânare și două ciocane cu roți hidraulice pentru forjat fier. Materia prima - fieru l- era adus din Reșita, iar după prelucrare se reîntorcea la uzinele de pe valea Bârzavei.
În același an, 1803, meșteri italeni construiesc un canal pentru apă cu următoarele dimensiuni: baza de jos 0,75 m, înălțimea 0,90 m, cu deschiderea superioara de 1,50 m. Acesta avea drept scop alimentarea cu apă a unui gater mare, cu 18 pânze, în poziție verticală, instalat în locul unde astăzi este ocolul silvic. El a funcționat ca fabrică de cherestea până în anul 1872, când este înlocuit cu unul mai modern și cu o productivitate mai mare.
În anul 1855, s-a construit drumul dintre Văliug și Gărâna (Wolfsberg), care, mai târziu, respectiv în perioda 1899-1903, a fost prelungit până la Slatina Timiș prin Brebu Nou (Weidenthal), permițând accesul spre Caransebeș și Băile Herculane.
Între anii 1858 și 1859, numărul coloniștilor a crescut cu încă 40 de familii, ceea ce reprezintă 237 suflete. Aceștia au fost stabiliți în Crivaia, în 20 case cu 40 apartamente. Trebuie menționat faptul că această creștere a populației nu s-a realizat numai cu coloniști, ci și cu cărbunari din zona Olteniei, precum și cu populație din zonele limitrofe.
În anul 1861, se finalizează clădirea noi biserici catolice, construită din beton, piatră și cărămidă nearsă, acoperită cu tablă, având șarpantă, patron fiind până astăzi Sfîntul Francisc din Asissi. Biserica a fost înzestrată, de la Kaiserul lor, cu două clopote, altar, cruce și o orgă cu șase registre, lucruri ce se găsesc și astăzi în acest lăcaș.
În anul 1862, patronatul Uzinelor Reșita donează bisericii un baldachin, două steaguri, o carte bisericescă și o cruce, iar prin contribuția credincioșilor s-a mai cumpărat un steag cu chipurile Sf. Hubertus și Sf. Iosef. Sfințirea acestora s-a săvârșit la 23 mai 1869 de către preotul Anton Bartl.
Industria dezvoltată pe firul Bârzavei și în zonele adiacente (Reșița, Bocșa, Dognecea) reclamă căi de comunicații moderne, drept pentru care în anul 1863 se construiește drumul Komitatului Franzdorf-Cuptoare, iar peste 11 ani, respectiv în 1874, se prelungește până la Reșita.
Aurul verde al pădurilor, apele Bîrzavei și a afluienților săi, diferența mare de înălțime între zonele forestiere ale Semenicului și Reșitei, toate acestea au creat condiții dintre cele mai bune pentru abordarea unui mod nou de transport al lemnului - plutăritul - transportul pe apă al lemnelor de la locul producerii lor până la locul de consum. Acest sistem, împreună cu cel folosit până atunci, căuta să răspundă cerințelor tot mai mari de combustibil necesar industriei Reșitene.
În vederea realizării acestui deziderat, s-au executat lucrări hidrotehnice de o complexitate crescută pentru perioada aceea și anume asigurarea debitului de apă, construcția canalelor, tunelelor și apeductelor. Totul s-a executat numai de mâna omului, în condiții deloc ușoare și cu prețuri destul de mari.
În anul 1865, s-a finalizat traseul de plutărit de la Văliug - zona Klaus, unde s-a construit un baraj din bușteni de brad ciopliți, cu umplutură de piatră, ce avea rol de rezervor pentru apă necesar funcționării acestui sistem, cu dimensiunile de 76 m, 26 m, și înălțimea de11,5 m, având o capacitate de 140.000 m3 de apă. Traseul, de 38,9 km, pornea, așadar, de la barajul Klaus, trecea pe la sud de Văliug și avea punct final cartierul Lend din Reșita, la aproximativ 4 km de uzine. De la punctul de plecare, cota 714 m, și până la Reșita, diferența de nivel era de 458 m, nivelul apei pe canal variind între 0,50 m-0,60 m, viteza de deplasare 1,08 m pe secundă, timp de plutărit aproximativ 6 ore. Activitatea se desfășura numai în perioada lunilor martie-august .
În anul 1872, Franzdorful crește cu încă 20 familii de coloniști, care se cantonează în tot atâtea case construite în locul numit Iosefinental (Poiana Văliug). Întemeietorul acestui cartier a fost Georg Brenan, directorul STEG de atunci, care i-a dat locului numele după cel al soției sale, Iosefina.
Zona Văliugului, cu pitorescul ei, beneficiind de ospitalitatea locuitorilor și deschiderea generată de construcția căilor de acces, a devenit în scurt timp stațiune climaterică. Încă din anul 1879, aceasta a început să fie vizitată de oaspeți veniți din toate colțurile țării. În acest context, în anul 1880, episcopul bisericii catolice, Alezander Bonnaz, a sosit ca turist aici, unde a fost încântat de frumusețea locurilor și hărnicia oamenilor, fapt ce l-a determinat să doneze bisericii un nou altar, construit la Arad de maistrul lemnar Anton Dengl, cât și bani pentru confecționarea Sfîntului Mormânt de către maistru tâmplar autohton „Getini".
Plutăritul a deschis noi perspective privind cantitatea de lemne ce putea fi transportată, însă transportul acestora din exploatare până la locul de aruncare în apă era greoaie și se realiza cu ajutorul vagonetelor și al cailor.
Anul 1893 rezolvă această problemă prin introducerea la Văliug a unei noi tehnologii, mult mai productivă, funicularul, care a fost achiziționat de la firma Bleikert din Dresda și montat de specialistul Johann Cservenka, făcându-se astfel legătura între exploatările din Semenic și rîul Bîrzava. Traseul se întindea pe o distanță de 5.576m, cu o diferență de nivel de 500 m. Acest sistem de transport al lemnului, funicular-plutărit, a funcționat până în anul 1916, când s-a renunțat la el, și se apreciază că a transportat spre uzine aproximativ 50 milioane metri cubi de lemne.
Pentru Văliug, trecerea timpului a însemnat căutări, muncă și realizări de excepție pentru acele perioade. Oamenii sau contopit cu natura, creând permanent forme noi de progres. La patru km în aval de Văliug, la locul numit Cleanțul Sârbului, în 1901 începe o nouă bătălie pentru apă și pentru o nouă formă de energie: curentul electric. Ing.Ottmar Marcselenyi a efectuat primele cercetări în vederea documentării pentru construirea unui baraj pe râul Bârzava, proiect ce a fost supus aprobării în anul 1903. După o nouă documentare, ing.Gh. Rupcic și prof. Univ. Holz aleg definitiv amplasamentul și dimensiunile barajului Breazova, avizând un nou proiect al cărui autor a fost prof. Univ. Adolf Czako.
Construcția barajului și a lucrărilor complementare s-a realizat în perioada 1908-1909 de către STEG, în regie proprie, cu execepția zidăriei propriu-zise, care a fost efecutată de firma italiana.Lennarduzzi.
La darea în folosință, bazinul hidrografic de colectare a apelor a fost de 76,9 km pătrați, la o altitudine medie de 870 m. Suprafața luciului de apă a fost de 12 ha, cu o lungime de 1,95 km și o acumulare de 1,2 milioane metri cubi de apă. Înălțimea barajului este de 27 m, deschiderea măsoară 90,46 m, nivelul coronamentului este amplasat la o altitudine de 505,5 m, având o grosime de 3 m.
Atât barajul, cât și digul de completare au fost construite din zidărie din piatră brută, liantul folosit fiind mortarul de ciment, construcții la care italienii au excelat. Etanșarea s-a făcut cu o șapă din mortar de ciment Portland.
Apa provenită de la baraj a fost dirijată, controlat, print-un sistem de 14,6 km de canale, tunele și viaduct până în Reșița, unde i s-a valorificat potențialul energetic la hidrocentrala Grebla, asigurându-se în același timp un procent mare din necesarul de apă potabilă și industrială a orașului.
În anul 1916, centrul Văliugului, mai exact primăria, ocolului silvic și magazinele din zonă au fost electrificate, curentul electric fiind produs de un generator acționat de apa de la gaterul comunei, zona electrificată primind numele de Orașul Valiug. Din acel moment, localitatea va fi cunoscută cu trei cartiere. Văliugul de la vale (Văliugul Bătrîn), Orașul Văliug si Văliugul de la Deal - spre Gozna și Dealul Drăguții.
Tot în anul 1916, în apropierea barajului Breazova, găsim, asa cum descrie dna ing Rodica Brebenariu în lucrarea sa „Sistemul Hidroenergetic Complex Nera-Timiș- Bîrzava Superioară", „o clădire austeră, cu o geometrie precisă, cu ziduri groase din piatra, ce sugerează grija cu care cineva protejează o comoară. Comoara nu este o metaforă, comoara chiar există, un hidroagregat, o bijuterie tehnică, având puterea de 450 CP", ce asigura energia electrică necesară minei Secu. De menționat că acest hidroagregat produce și azi curent și este în proprietatea TMK. Aducțiunea măsoară 3,5 km și a fost realizată între anii 1902-1904 sub forma unui canal de secțiune trapeizodală, cu o pantă de 1%0. Din camera de încărcare pornește o conductă forțată, cu diametrul de 500 mm, realizată din tole forjate groase, asamblate prin nituire. Hidrocentrala este echipată cu o turbină tip Francis, orizontală, de fabricație Ganz-Ungaria cuplată cu un generator produs de aceeași firmă. La o cădere de 38 m și un debit de 2 mc, hidroagregatul mai produce încă circa 300 kW.
O dată cu dezvoltarea siderurgiei la poalele Semenicului, nevoile de apă industrială și energie electrică au crescut considerabil, aceasta devenind o prioritate națională. Semenicul, cu întregul bazin hidrografic, a devenit obiect de strudiu pentru specialiștii hidroenergiceni ai vremii.
În schema de amenajare a râului Bârzava, propusă în anul 1944, un rol important era atribuit complexului hidroenergetice Gozna-Crăincel, în care urma să fie folosită apa din viitorul lac de acumulare Gozna. Proiectul amenajării, incluzând lacul de acumulare, centrala hidroenergetică, aducțiunile, castelele de echilibru, camerele de încarcare, conductele forțate și canalul de fugă, au fost elaborate de prof. dr. ing. Dorin Pavel și ing.Florin Constantinescu.
Realizarea amenajării s-a desfășurat între anii 1949-1954.
Barajul Gozna este construit din arocamente, protejat în amonte de tole de oțel, capacitatea de acumulare a lacului ridicându-se la 12 milioane metri cubi apă, care provin din trei bazine hidrografice, - Birzava, Semenic și Nera. Lucrările de captare și transportare a apei în lacul Gozna au presupus soluție de mare originalitate tehnică pentru perioada respectivă, ca de altfel toate obiectivele construite în acest complex hidroenergetic.
Soluțiile folosite la proiectarea și construcția agregatelor cu turbină Pelton, cu care a fost dotată hidrocentrala Crăinicel, ce constau în amplasarea pe același arbore a două rotoare, cu geometrii diferite impuse de debite diferite, au fost o premieră mondială a momentului.
Acest complex hidroenergetic - lacul Gozna și centrala Crăinicel - de la Văliug a îndeplinit mai multe funcții și anume:
- a fost posibilă stocarea unui volum mare de apă, ceea ce a dus la atenuarea viiturilor și implicit la diminuarea riscului de inundații;
- a asigurat necesarul de apă potabilă și industrială pentru Reșița și industria din acest oraș, precum și o parte din necesarul de energie electrică a Combinatului Siderurgic;
- cu realizarea hidroagregatelor montate în hidrocentrala Crăinicel-Văliug, Reșița devine prima și, pentru foarte mulți ani, singura unitate industrială de echipamente hidroenergetice din România.

## Așezare
Este o localitate așezată la 600 m altitudine, pe cursul râului Bârzava, la poalele Muntelui Semenic.

## Demografie
Componența etnică a comunei Văliug
     Români (81,8%)
     Germani (4,98%)
     Alte etnii (1,56%)
     Necunoscută (11,66%)
Componența confesională a comunei Văliug
     Ortodocși (78,23%)
     Romano-catolici (9,33%)
     Alte religii (0,78%)
     Necunoscută (11,66%)
Conform recensământului efectuat în 2021, populația comunei Văliug se ridică la 643 de locuitori, în scădere față de recensământul anterior din 2011, când fuseseră înregistrați 741 de locuitori. Majoritatea locuitorilor sunt români (81,8%), cu o minoritate de germani (4,98%), iar pentru 11,66% nu se cunoaște apartenența etnică. Din punct de vedere confesional, majoritatea locuitorilor sunt ortodocși (78,23%), cu o minoritate de romano-catolici (9,33%), iar pentru 11,66% nu se cunoaște apartenența confesională.

## Politică și administrație
Comuna Văliug este administrată de un primar și un consiliu local compus din 9 consilieri. Primarul, Gheorghe Sorin Blaga[*], de la Partidul Național Liberal, este în funcție din 2012. Începând cu alegerile locale din 2024, consiliul local are următoarea componență pe partide politice:
|  | Partid                          | Consilieri | Componența Consiliului | Componența Consiliului | Componența Consiliului | Componența Consiliului | Componența Consiliului |
|  | ------------------------------- | ---------- | ---------------------- | ---------------------- | ---------------------- | ---------------------- | ---------------------- |
|  | Partidul Național Liberal       | 5          |                        |                        |                        |                        |                        |
|  | Forța Dreptei                   | 1          |                        |                        |                        |                        |                        |
|  | Alianța pentru Unirea Românilor | 1          |                        |                        |                        |                        |                        |
|  | Partidul Social Democrat        | 1          |                        |                        |                        |                        |                        |
|  | Partidul Mișcarea Populară      | 1          |                        |                        |                        |                        |                        |

## Atestare
Atestată în anul 1792 cu numele Franzdorf, localitatea a fost inițial o colonie a muncitorilor forestieri, veniți din Austria, pentru a produce cărbunele de lemn necesar fabricilor metalurgice din Reșița.

## Turism
Actualmente este una dintre cele mai frumoase stațiuni de agrement din Banatul Montan datorită mai ales peisajului pitoresc și celor două lacuri de acumulare situate pe Bârzava în amonte (Gozna) și în aval (Breazova).

## Descrierea stemei
Stema comunei Văliug, se compune dintr-un scut triunghiular cu marginile rotunjite, tăiat. În partea superioară se află macheta unui rotor de turbină, de argint, plasat pe o suprafață albastră orizontală și ondulată, mărginită de două suprafețe verzi. În vârful scutului, pe fond roșu, se află un cap de cerb, de aur, văzut din față, cu o porțiune de gât, ca o piesă de trofeu pe panoplie. Scutul este trimbrat de o coroană murală de argint cu un turn crenelat.
Semnificațiile elementelor însumate
Suprafața albastră orizontală și ondulată semnifică prezența râului Bârzava și a lacurilor de acumulare din zonă. Rotorul de turbină simbolizează potențialul energetic al zonei. Capul de cerb reprezintă bogăția cinegetică a zonei. Coroana murală cu un turn crenelat semnifică faptul că localitatea are rangul de comună.